# Chrysopogon micrus
Chrysopogon micrus là một loài ruồi trong họ Asilidae. Chrysopogon micrus được Clements miêu tả năm 1985. Loài này phân bố ở miền Australasia.